# Limbach (Pezinok)
Limbach é um município da Eslováquia, situado no distrito de Pezinok, na região de Bratislava. Tem 15,37 km² de área e sua população em 2019 foi estimada em 2254 habitantes.

## Demografia
| Ano:        | 1994 | 2004    | 2014    | 2024    |
| ----------- | ---- | ------- | ------- | ------- |
| Broj ljudi: | 913  | 1337    | 1908    | 2428    |
| Razlika:    |      | +46,44% | +42,70% | +27,25% |

| Ano:               | 2023 | 2024   |
| ------------------ | ---- | ------ |
| Número de pessoas: | 2423 | 2428   |
| Diferença:         |      | +0,20% |